# Westminster (Maryland)
Westminster ist eine Stadt in Maryland, USA. Die Stadt ist Verwaltungssitz (County Seat) des Carroll County. Die Volkszählung von 2020 ergab eine Einwohnerzahl von 20.126.

## Persönlichkeiten
- Joseph W. Kinzer (* 1939), Generalleutnant der United States Army